# Saeki, Hiroshima
Saeki-ku (佐伯区) là một trong 8 khu của thành phố Hiroshima, Nhật Bản.
Ngày 25 tháng 4 năm 2005, khu này sáp nhập thêm thị trấn Yuki từ huyện Saeki.
Đến ngày 01 tháng 10 năm 2010, dân số khu này là 135.306 người, mật độ 604 người/km². Tổng diện tích là 224,19 km²